# Барабанщица (пьеса)
«Барабанщица» — пьеса в 3 действиях, 5 картинах Афанасия Дмитриевича Салынского. Создана в 1958 году. Рассказывает о подвиге советских разведчиков в годы Великой Отечественной войны.

## Действующие лица
- Нила (Ненила) Снижко — девушка, во время оккупации работала переводчицей в гестапо, теперь работает дворником
- Фёдор Абрамов — демобилизованный по ранению лётчик, начинающий архитектор
- Мария Игнатьевна — военврач, мама Фёдора
- Чуфаров, Аркадий Игнатьевич — архитектор, дядя Фёдора
- Зоя Парамонова — рабочая на заводе, соседка Нилы
- Митрофанов — сотрудник советских спецслужб
- Сашка, Эдик — мальчишки
- Лизочка
- Силантий Круглик — фотограф, шантажист, находился в оккупированном городе
- Алексей — солдат советской армии, танкист, муж Зои
- Мика Ставинский — капитан советской армии, на самом деле немецкий шпион
- Пожилая женщина — соседка Нилы, пережила оккупацию
- Интеллигентный жилец
- Юноша

## Сюжет
1943 год, Великая Отечественная война. Две недели прошло со дня освобождения советского города от фашистов (и нет уверенности, что они не ворвутся в город обратно, город продолжают бомбить). Нила — девушка с дурной славой о связи с оккупантами — живёт в своей комнате в одном из домов. Жильцы дома судят, будет ли он ремонтироваться, и не испортит ли им Нила весь ремонт… Она пока работает дворником, многие в городе её ненавидят. Мальчишки набросились с камнями. За неё вступается молодой архитектор Фёдор, который прислан курировать ремонт. Он совсем недавно вернулся в город после ранения из госпиталя.
Фёдор влюбляется в Нилу, но узнаёт про её дурную славу от матери. Кроме того, он находит её фотографии с немецкими офицерами, которые принёс местный фотограф Круглик, предлагавший Ниле выкупить этот компромат на неё. После бурных выяснений с Нилой Фёдор не отступается, не отказывается от своей любви и предлагает Ниле уехать вместе в другой город, чтобы начать новую жизнь.
На самом деле Нила — подпольщица, выполняла спецзадание в тылу врага, служила переводчицей в гестапо. После освобождения города от немецких оккупантов работа Нилы продолжается — теперь надо ликвидировать оставшееся в городе немецкое подполье. Пришедший к Ниле полковник Митрофанов сообщает ей, что Мика — немецкий шпион, оставленный в советском тылу. Ниле поручается выяснить, войдя в доверие к Мике, его связи. Нила организует пирушку, едва прикрытая бархатом танцует на столе перед Микой. Перед тем как стянуть скатерть со стола, дабы освободить Ниле «сцену», пожилая соседка виртуозно опрокидывает в себя все налитые стопочки. Присутствующий на этой пирушке Круглик в порыве экстаза сжигает часть компрометирующих Нилу фотонегативов.
Фёдору сообщают, что Нила — не предатель Родины, как считают соседи, а мужественный боец «невидимого фронта». Радостный Фёдор выполняет поручение — передаёт Ниле её комсомольский билет, хранившийся во время выполнения задания в надёжном месте.
Митрофанов вместе с Нилой разоблачают агентурную сеть Мики, но тот ускользает. В последней сцене грязный, оборванный Мика сумеет пробраться к Ниле и застрелить её. На руках у Фёдора она умирает со словами: «Запомните нас весёлыми».
В пьесе подняты проблемы веры в человека и неверия в него, трагические последствия чрезмерной подозрительности показаны в пьесе через образ архитектора Чуфарова. Именно его подозрительность, нежелание разобраться и понять, кто эта девушка — Нила Снижко, приводят к трагическому концу главной героини: вмешавшись в её борьбу с Микой, он позволяет тому застрелить Нилу. Прошедшая тяжёлые годы работы в оккупированном фашистами городе и смертельный риск героиня пьесы пала от пули врага уже после изгнания оккупантов. Советский гражданин, а не фашист-оккупант, по сути, становится соучастником убийства Нилы Снижко, её погубили черствость и подозрительность Чуфарова.
А. Салынский считал, что в его произведении есть «нечто похожее на библейский мотив. Праведница и толпа».

## История
Салынский вспоминал о замысле произведения так: «В 1943 году в одном из освобождённых городов России я встретил странную девушку. Удивительно было то, что насмешки и оскорбления людей, которые её окружали, она переносила с мужеством и каким-то весёлым азартом. Её называли „овчаркой“, говорили о том, что она, когда немцы были в городе, водилась с оккупантами, работала на них… Меня увлекла, на мой взгляд, совершенно свежая ситуация. Героиня — среди своих, в освобождённом, ликующем городе вынуждена жить и бороться, временно сохраняя личину изменницы и предательницы».

## Постановки
- Центральный театр Советской Армии. Премьерная постановка 1958 года Абрама Зиновьевича Окунчикова
- Государственный академический театр драмы имени Льва Толстого (Липецк), 1959 год
- Центральный театр Советской Армии. Режиссёр — Абрам Окунчиков. Постановка 1975 года.
- ПРИКВО - театр Прикарпатского военного округа, г.Львов, 1971

## Ведущие исполнительницы роли Нилы
- Людмила Фетисова (по мнению Салынского, наиболее подходила авторскому замыслу)[1]
- Людмила Касаткина
- Алина Покровская
- Зинаида Дехтярева, театр ПРИКВО, г.Львов, сыграла эту роль более 350 раз

## Экранизации
«Барабанщица» (СССР, 1975) Режиссёры: Валерий Горбацевич, Абрам Окунчиков